# Jaques Teysset
Jaques Teysset (15 december 1757 – 19 april 1828) was president van De Nederlandsche Bank.
De derde DNB-president was Jacques Teysset. Lang heeft hij deze functie niet bekleed; na iets meer dan één jaar president te zijn geweest, overleed hij in 1828 op zeventigjarige leeftijd. Daarmee is hij de kortst zittende president sinds 1814. Tijd om zijn stempel te drukken op DNB had deze gepromoveerde Leidse jurist dus niet. Hij was koopman en bankier, leidde samen met zijn vader de vooraanstaande internationaal actieve firma Teysset & Co. Hij was ook maatschappelijk aanwezig, onder andere als ‘curator’ van het Atheneum Illustre, voorloper van de Universiteit van Amsterdam.